# Fighter Maker
Fighter Maker — серия игр для консолей PlayStation и Microsoft Windows. Она имеет систему создания персонажей, позволяя игрокам даже создавать анимацию. Есть две версии игры, Fighter Maker (FM) и 2D Fighter Maker (2DFM).

## Игры

### Fighter Maker
| Сводный рейтинг | Сводный рейтинг |
| Агрегатор       | Оценка          |
| --------------- | --------------- |
| GameRankings    | 69,34 %         |

| Сводный рейтинг | Сводный рейтинг |
| Агрегатор       | Оценка          |
| --------------- | --------------- |
| GameRankings    | 57,92 %         |

Часть Agetec Inc.'s серии конструктор ",Fighter Maker в 3D основе и позволяет пользователям создавать собственные шаги для своих бойцов. Несмотря на уникальную концепцию, игра получила очень плохие отзывы, так как в игре было слишком мало возможностей после того, как был создан боец.
Японское издание первой игры Fighter Maker также известен тем, что один licensed персонаж,Street Fighter EXS Skullomania.
Fighter Maker 2 (FM2) для PS2 — сиквел игры от Agetec Inc. Был выпущен в ноябре 2002 года. Игра похожа на оригинал, но с большим количеством достижений персонажей, движения и атаки. Как и первая, игра не была встречена с теплотой, в основном из-за его громоздкого интерфейса и отсутствия разных звуков, которые были представлены в самых лучших рейтинговых играх на то время.
Музыка была написана британской группой INTELLIGENTSIA.

### 2D Fighter Maker
2D Fighter Maker 95 (FM95) была выпущена для Windows до вылета ASCII от игр. В отличие от своего PlayStation коллеги, эта версия сосредоточены на 2D-стиль игры, позволяя пользователям создавать и импортировать своих собственных персонажей, звуки и изображения в движок, что позволяет гораздо большую гибкость и диапазон, чем версии PS. Программа была пиратской и фанатски переведённой на английский язык и выпущена в Интернете, где она нашла много последователей среди додзин-игр органов и M.U.G.E.N сообщества.
2D Fighter Maker Вторая (FM2K) был выпущен преемник компании в ASCII, Enterbrain. обновление к первоначальному варианту, FM2K позволило большее количество расширения и продления чем FM95, пересмотра много оригинальный движок, для бо́льших возможностей при добавлении меню система, для ясности. Как и в предыдущей версии, она стала дико популярной среди додзин-сообществ в Японии. Опять же, пиратство и любительский перевод следует, хотя второй вариант ещё встретиться с успеха во-первых, в первую очередь из-за большого количества M.U.G.E.N. сообществ уже в действии, а также неполной перевод программного обеспечения FM2K и документации.
Некоторые слухи ходят в отношении третьего выпуска в 2DFM серии, но Enterbrain до сих пор не подтвердил и не опроверг это.
My Little Pony: Fighting is Magic
Красивый файтинг по весьма известному мультсериалу My Little Pony: Friendship is Magic, изначально разрабатываемый Mane6, но после C&D дорабатывается энтузиастами на основе утёкшего релиза.